# Alfa Romeo

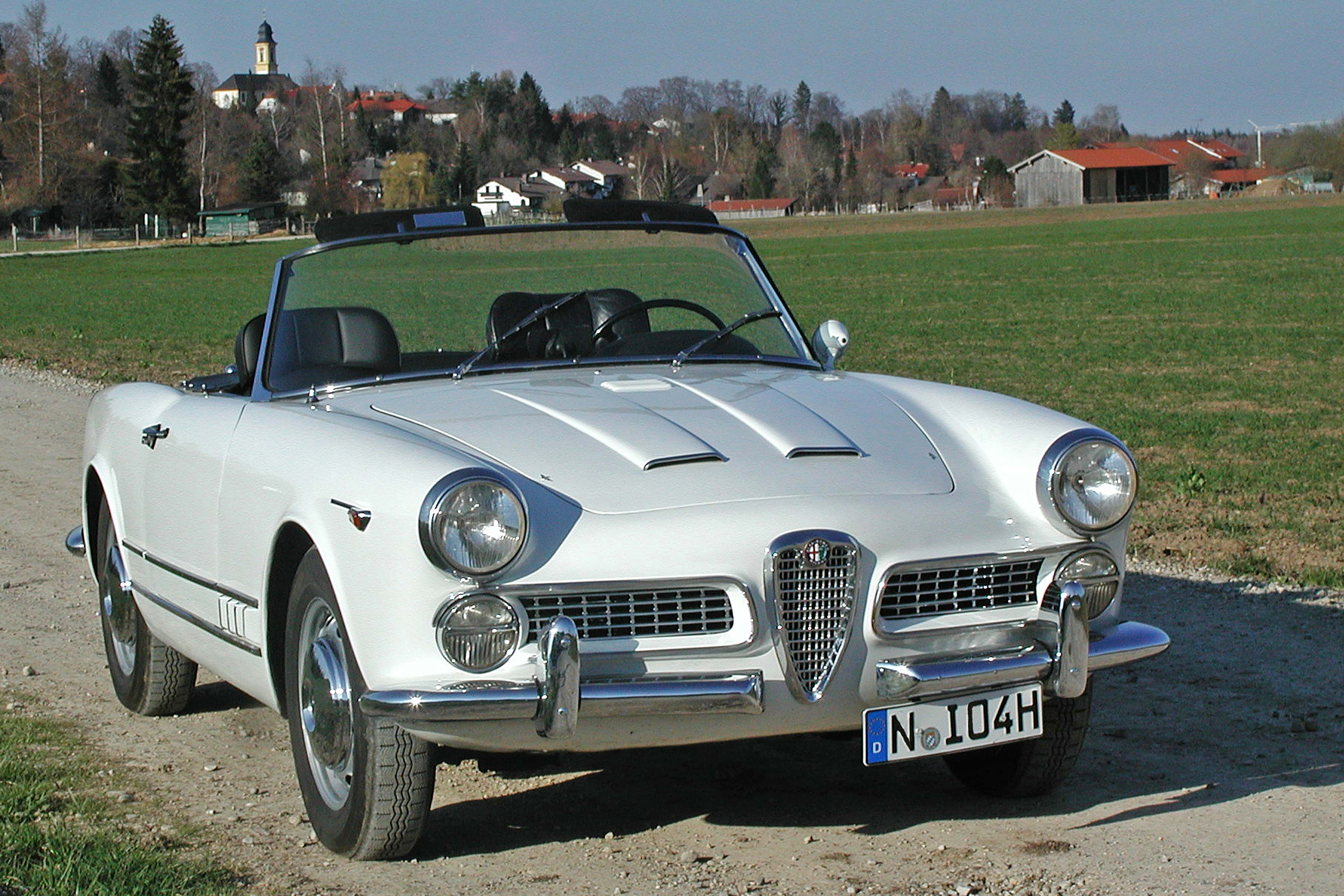
Alfa Romeo 2000 (1959)

Alfa Romeo Automobiles S.p.A. este un constructor italian de automobile. Fondată A.L.F.A. la 24 iunie 1910, la Milano, compania a fost implicată în construirea de mașini de curse din 1911, și are o reputație în a construi mașini sport scumpe. Compania a fost deținută de către Istituto per la Ricostruzione Industriale între 1932 și 1986, atunci când aceasta a devenit parte a Grupului Fiat și din februarie 2007, o parte a Grupului Fiat SpA Automobile. 
Compania care a devenit Alfa Romeo a fost fondată ca Società Anonima Italiana Darracq, în 1906, de către firma de automobile a francezului Alexandre Darracq, cu unii investitori italieni. La sfârșitul anului 1909, mașinile italiene au fost de vânzare și o nouă companie a fost înființată numit ALFA (Anonima Lombarda Fabbrica Automobili), Compania Publică, inițial încă în parteneriat cu Darracq. Primul non-Darracq produs de companie a fost 24 HP 1910, proiectată de Giuseppe Merosi. A.L.F.A. s-a aventurat în cursele cu motor, Franchini Ronzoni concurând în 1911 la cursa Targa Florio, cu două modele de 24 HP. În luna august 1915 societatea a intrat sub conducerea lui Nicola Romeo, care a transformat fabrica pentru a produce echipamente militare pentru eforturile de război ale italienilor și a aliaților. În 1920, numele companiei a fost schimbat la Alfa Romeo iar Torpedo a devenit prima mașină care urma să folosească emblema Alfa Romeo.
Alfa Romeo a concurat cu succes în mai multe categorii diferite de motorsport, inclusiv Grand Prix-uri de Formula 1, alte curse de automobile, turnee și mitinguri. Ei au concurat ca și constructor și furnizor de motoare, de obicei sub numele de Alfa Corse sau Autodelta dar și prin intrări private. Prima mașină de curse a fost făcută în 1913, la trei ani după înființarea companiei, și Alfa Romeo a câștigat Campionatul Mondial, inaugural, de Grand Prix în 1925. Compania a câștigat un nume bun în sporturile cu motor, care a dat o imagine sportivă automobilelor produse de Alfa Romeo. Enzo Ferrari a fondat în 1929 Scuderia Ferrari, echipa de curse Alfa Romeo, înainte de a deveni independent în 1939.

## Sigla

Modificările în timp ale siglei

Alfa Romeo are o siglă care nu s-a schimbat radical cu timpul, inițial a fost ales un semn circular împărțit pe verticală în două părți, pe partea stângă o cruce roșie pe un simbol alb - steagul orașului Milano, iar pe partea dreaptă este faimosul șarpe care mănâncă un om (un maur), acesta fiind un simbol al familiei Visconti. Singurele modificări au fost realizate la cadrul extern.
- În 1910, cuvintele ALFA și MILANO sunt separate prin două noduri în onoarea Casei de Savoia.
- În 1918 este inclus numele Romeo, după ce Nicola Romeo a cumpărat fabrica.
- În 1925 este inclus într-un simbol laminat o coroană de flori în memoria victoriei echipei Alfa Romeo P2 condusă de Gastone Brilli-Peri în primul campionat de curse din istoria lumii auto.
- În 1946, după victoria Republicii de la referendumul din 2 iunie, se inserează două linii ondulate în locul nodurilor de Savoia.
- În 1971, odată cu deschiderea fabricii Alfasud în Pomigliano, sunt eliminate eticheta „MILAN” de jos, liniile ondulate, cununa de lauri și cratima dintre Alfa și Romeo ajungându-se astfel la sigla de astăzi.

## Modele

### Modele actuale
|  | Giulia | Stelvio | Tonale | Junior |
|  | ------ | ------- | ------ | ------ |
|  |        |         |        |        |